# (1721) Wells
(1721) Wells – planetoida z grupy pasa głównego asteroid okrążająca Słońce w ciągu 5 lat i 219 dni w średniej odległości 3,15 au. Została odkryta 3 października 1953 roku w Goethe Link Observatory (Indiana Asteroid Program) w Brooklynie w stanie Indiana. Nazwa planetoidy pochodzi od Hermana B. Wellsa, administratora Indiana University. Przed nadaniem nazwy planetoida nosiła oznaczenie tymczasowe (1721) 1953 TD3.